# Sygnał ostrzegawczy
Sygnał ostrzegawczy (ang. Warning Sign) – amerykański horror fantastycznonaukowy z 1985 roku w reżyserii Hala Barwooda. Zdjęcia kręcono w Payson w stanie Utah.

## Fabuła
W tajnym laboratorium prowadzącym badania nad bronią biologiczną dochodzi do niekontrolowanego skażenia. Część pracowników zapada na tajemniczą chorobę, zmieniającą ich w żądne mordu monstra. Usiłują oni przełamać blokadę ośrodka i wydostać się na zewnątrz. Na ich drodze stają agenci rządowi po przywództwem majora Connolly'ego, agentka ochrony Joanie i jej mąż – miejscowy szeryf. 

## Obsada
- Sam Waterston – szeryf Morse
- Kathleen Quinlan – Joanie Morse
- Yaphet Kotto – mjr Connolly
- Jeffrey DeMunn – dr Dan Fairchild
- Richard Dysart – dr Nielsen
- G.W. Bailey – Tom Schmidt
- Jerry Hardin – Vic Flint
- Rick Rossovich – Bob
- Cynthia Carle – Dana
- Scott Paulin – kpt. Walston
- Kavi Raz – dr Ramesh Kapoor
- Keith Szarabajka – Tippett
- Jack Thibeau – Pisarczyk

i in. 

## O filmie
Sygnał ostrzegawczy nie spodobał się zarówno widzom jak i krytykom. Chociaż jeśli chodzi o tych drugich otrzymał skrajnie przeciwstawne recenzje. Kevin Thomas z Los Angeles Times pisał o nim jako o thrillerze z wartką i trzymającą w napięciu akcją, ale ostatecznie nieprzekonywującym. Jednak Jon Pareles z The New York Times uznał obraz za przedstawiciela nowego gatunku kina współczesnego – technologiczny film katastroficzny ("technological-disaster"), łączący w sobie cechy filmów katastroficznych takich jak Chiński syndrom i zaangażowanych dramatów typu Silkwood z klasycznymi filmami "o potworach" jak Noc żywych trupów.  
W Polsce film miał premierę kinowa jesienią 1986 roku. Jak na ówczesne standardy (koszt zakupu licencji na rozpowszechnianie) stało się to w rekordowo krótkim czasie – jak podawał tygodnik Film miało to miejsce niemal "natychmiast" po realizacji (13 miesięcy po premierze w Stanach). Podobnie jak w Ameryce spotkał się ze słabym przyjęciem krytyków. Krytykowano jego prostotę i naiwność. Stereotypowe i schematyczne ukazanie bohaterów i wątków, ogólną "komiksowość i mechaniczne powielanie ogranych stereotypów". Krytyk filmowy Jan Olszewski, również na łamach tygodnika Film, w swojej recenzji klasyfikował film jako tandetny obraz klasy "B". 

Znamienny jest tytuł tego filmu. Autorzy mówią nam tutaj wprost dajemy wam sygnał ostrzegawczy, bądźcie czujni! Czy to się udało? Bardzo w to wątpię, ba, wydaje mi się nawet, że wbrew deklarowanym intencjom otrzymaliśmy proszek na sen, który miast budzić, wszelką czujność usypia.